# Kristina Rakočević
Kristina Rakočević (13 de junio de 1998) es una deportista de Montenegro que compite en atletismo. Ganó una medalla de oro en el Campeonato Mundial de Atletismo Sub-20 de 2016, en la prueba de lanzamiento de disco.